# Anthony Perez
Anthony Perez (ur. 22 kwietnia 1991 w Tuluzie) – francuski kolarz szosowy.

## Osiągnięcia
Opracowano na podstawie:

2017
- 3. miejsce w Tour de Luxembourg
  - 1. miejsce na 3. etapie
- 1. miejsce w klasyfikacji punktowej Tour du Gévaudan Occitanie
  - 1. miejsce na 2. etapie

2018
- 1. miejsce na 4. etapie Tour de Luxembourg
- 1. miejsce w klasyfikacji górskiej Route du Sud

2019
- 2. miejsce w Duo Normand

2020
- 1. miejsce na 1. etapie Tour des Alpes-Maritimes et du Var

2021
- 1. miejsce w klasyfikacji górskiej Paryż-Nicea
- 3. miejsce w La Polynormande

2022
- 1. miejsce w Classic Loire Atlantique

2023
- 1. miejsce w La Drôme Classic
- 2. miejsce w Cholet-Pays de la Loire

## Rankingi
| Rok             | 2010  | 2011 | 2012 | 2013  | 2014 | 2015 | 2016 | 2017 | 2018 | 2019 | 2020 | 2021 | 2022 | 2023 | 2024 |
| --------------- | ----- | ---- | ---- | ----- | ---- | ---- | ---- | ---- | ---- | ---- | ---- | ---- | ---- | ---- | ---- |
| World Ranking   |       |      |      |       |      |      | -    | 479. | 582. | 560. | 822. | 418. | 395. | 195. | 678. |
| UCI Europe Tour | 1186. | -    | -    | 1034. | -    | 708. | -    | 256. | 373. | 423. | 657. | 345. | 317. | -    | -    |
|                 |       |      |      |       |      |      |      |      |      |      |      |      |      |      |      |
| Źródło: UCI     |       |      |      |       |      |      |      |      |      |      |      |      |      |      |      |